# Martin Mortensen
Martin Mortensen (Herning, 5 november 1984) is een Deens voormalig wielrenner die na zijn carrière verbonden bleef met de wielersport als ploegleider van amateurploegen en deelnemer aan gravelwedstrijden.

## Overwinningen
2005
2e en 4e etappe Ronde van Moselle
Eindklassement Ronde van Moselle
2006
 Deens kampioen ploegentijdrijden, Elite
2008
1e etappe Boucle de l'Artois
Duo Normand (met Michael Tronborg)
2013
2e etappe Ronde van Normandië
4e etappe Ronde van Slowakije
2014
2e etappe Ronde van Tsjechië
Eindklassement Ronde van Tsjechië
2015
Velothon Wales
2016
Tro-Bro Léon

## Resultaten in voornaamste wedstrijden
| Jaar | Ronde van Vlaanderen | Parijs-Roubaix | Luik-Bast.‑Luik | Gent-Wevelgem |
| ---- | -------------------- | -------------- | --------------- | ------------- |
| 2010 |                      | opgave         |                 |               |
| 2011 | opgave               | 94e            |                 | opgave        |
| 2012 |                      | buit.tijd      |                 |               |
| 2015 |                      |                | opgave          |               |

## Ploegen
- 2007 –  Team Designa Køkken
- 2008 –  Team Designa Køkken
- 2009 –  Vacansoleil Pro Cycling Team
- 2010 –  Vacansoleil Pro Cycling Team
- 2011 –  Leopard Trek
- 2012 –  Vacansoleil-DCM Pro Cycling Team
- 2013 –  Concordia Forsikring-Riwal
- 2014 –  Cult Energy Vital Water
- 2015 –  Cult Energy Pro Cycling
- 2016 –  ONE Pro Cycling
- 2017 –  ColoQuick-Cult
- 2018 –  Riwal CeramicSpeed Cycling Team
- 2019 –  Riwal CeramicSpeed Cycling Team

Wielerploegen van Martin Mortensen
van Amerongen ·
Božič ·
Carrara · 
Cooke · 
De Vocht · 
Gołaś (vanaf 01/08) · 
van Groen ·
Honig ·
Hoogerland ·
Lagoetin ·
Leukemans ·
Lhotellerie (tot 01/07) · 
Löwik ·
Marcato ·
Mol ·
Mortensen · 
Mouris ·
Poels ·
Pronk ·
Traksel · 
Veuchelen · 
Vierhouten ·
Westra ·
Berkhout (stagiair) ·
van Leijen (stagiair) · 
Ruijgh (stagiair) 
Božič ·
Carrara · 
B. Feillu · 
R. Feillu · 
Gardeyn ·
Gołaś · 
van Groen ·
Hoogerland ·
Lagoetin ·
van Leijen · 
Leukemans ·
Marcato ·
Mol ·
Mortensen · 
Mouris ·
Ongarato · 
Poels ·
Pronk (tot 25/04) ·
Riccò (vanaf 01/09) ·
Rossetto ·
Ruijgh ·
Traksel · 
Veuchelen · 
Westra ·
Ligthart (stagiair) ·
Stevens (stagiair) 
Bennati ·
Cancellara     ·
Clarke ·
Denifl ·
Feillu ·
Fuglsang ·
Gerdemann ·
Klemme ·
Lund ·
Monfort ·
Mortensen ·
Nizzolo ·
O'Grady ·
Pedersen ·
Pires ·
Posthuma ·
Rohregger · 
A. Schleck ·
F. Schleck ·
Stamsnijder ·
Viganò ·
Voigt ·
Wagner ·
Wegmann ·
Weylandt (tot 09/05) ·
Zaugg ·
Selig (stagiair) 
Boeckmans ·
Carrara · 
De Gendt · 
Denifl ·
Devolder · 
Feillu · 
Hoogerland ·
van Hummel ·
Keizer ·
Lagoetin ·
Larsson · 
Leukemans ·
Ligthart ·
Lindeman ·
Marcato ·
Marczyński ·
Markus ·
Mol · 
Morajko · 
Mortensen ·
Novikov ·
Pavarin ·
Poels ·
Ruijgh ·
Selvaggi · 
Valls · 
Van Impe ·
Veuchelen · 
Westra ·
Hamelink (stagiair) ·
Kreder (stagiair) · 
Lammertink (stagiair) · 
Wauters (stagiair)
Carbel · Downing · Gerdemann · Guldhammer · Hník · Kirsch · Larsson · Lemarchand · Mager · Mortensen · Pedersen · Quaade · Reihs · Vinther · Wegmann · Zangerlé
Barker · Baylis · Białobłocki · Domagalski · Ebsen · Goss · Handley · Harper · House · Hunt · Lander · McCormick · Mortensen · O'Shea · Opie · Oram · Smith · Von Hoff · P.Williams · S.Williams
Clausen · Djurhuus · Gregaard · Haslund · Jørgensen · Kron · Lander · Mørch · Mørkøv · Mortensen · Norsgaard · Siggaard · Sørensen · Stokbro · Vinther